# Cúmulo globular M56
Messier 56 (también conocido como M56 o NGC 6779) es un cúmulo globular en la constelación de Lyra, la Lira. Fue descubierto por Charles Messier en el año 1779. El M56 está a una distancia de unos 32.900 años luz desde la Tierra y mide unos 84 años luz de diámetro.
Las estrellas más brillantes en el M56 son de magnitud +13 mientras solo contiene una docena de estrellas variables conocidas como V6 (estrella RV Tauri; periodo: 90 días) o V1 (Cefeida: 1.510 días); otras estrellas variables son V2 (irregular) y V3 (semiregular).
Su gran distancia a la Tierra y la debilidad de sus estrellas componentes no ha facilitado el estudio fotométrico de sus variables: sin embargo en los últimos años (2006 y 2007) ha estado bajo vigilancia desde el Observatorio Astronómico de Cáceres y el Observatorio Astronómico de Navas de Oro, en sendas campañas fotométricas destinadas a obtener amplitudes, brillos y períodos de todas las variables conocidas, así como a la identificación de nuevas estrellas variables del tipo gigante roja. En el año 2017 estos estudios han vuelto a repetirse.